# Quarré-les-Tombes
 Quarré-les-Tombes  es una población y comuna francesa que se encuentra en la región de Borgoña, departamento de Yonne, en el distrito de Avallon. Es el chef-lieu del cantón de Quarré-les-Tombes.

## Demografía
| 1160 | 984 | 863 | 772 | 735 | 723 |
| Para los censos de 1962 a 1999 la población legal corresponde a la población sin duplicidades (Fuente: INSEE [Consultar]) |     |     |     |     |     |